# Dagón (relato)
Dagón (Dagon en inglés) es un relato de H. P. Lovecraft. Escrito en julio de 1917, es una de las primeras historias que escribió como adulto. Fue publicado por primera vez en noviembre de 1919 en The Vagrant.

## Argumento
Un narrador innominado cuenta la terrible vivencia que le ha abocado a la morfina en un vano intento de olvidarla y a la decisión irrevocable de suicidarse.
El barco en el que era sobrecargo es abordado por un buque alemán en el Pacífico, al comienzo de la Gran Guerra. Los tripulantes pasan a ser prisioneros de guerra. Y aunque el trato recibido es bueno, escapa en un bote con agua y comida. Durante días va a la deriva, sin avistar barcos ni tierra. Cuando he aquí que al despertar una mañana, se encuentra tirado en una cenagosa extensión de fango negro, cerca del bote embarrancado. En mitad de un pudridero de cadáveres de peces descompuestos y bichos indescriptibles al que no se le ve fin en el horizonte. Un terror nauseabundo le embarga. Acaso el lecho marino ha aflorado debido a algún cataclismo, piensa. El sol va resecando el apestoso suelo.
Al día siguiente, con un hatillo, marcha en busca del mar desaparecido y de un posible rescate. Avanza durante días guiándose por un montículo descollante en aquel desierto putrefacto. Llegado al montículo, que resulta ser una elevada montaña, asciende hasta su cima. Al otro lado se abre un barranco insondable. La luz de la luna le hace ver que no es escarpado, por lo que empieza a descenderlo. Llega a la suave ladera de abajo. Allí, un objeto grande y singular llama su atención. La luz de la luna en su cenit le hace ver que se trata de una gigantesca roca, es más, de un monolito perfectamente tallado.

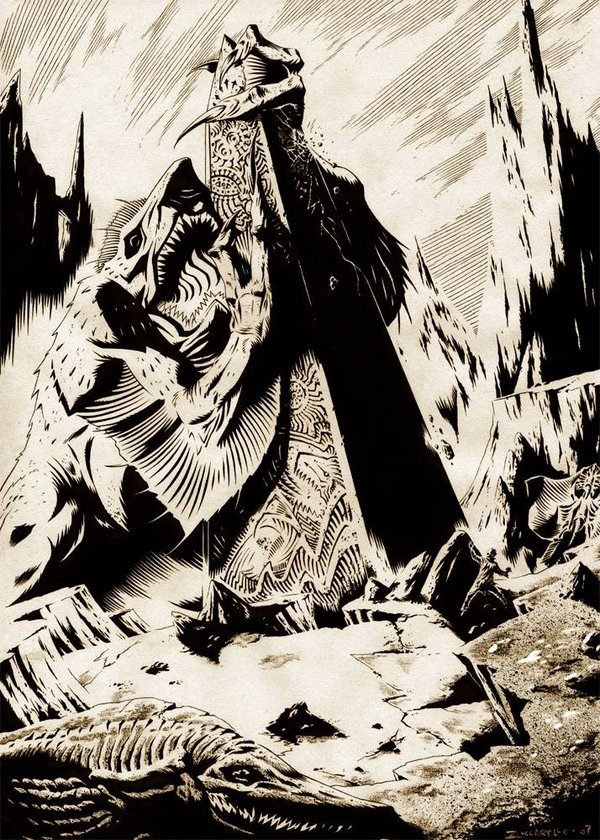
Representación artística de Dagón, arte conceptual de Mario Zuccarello.

Aturdido y espantado, lo examina cual haría un arqueólogo ante semejante descubrimiento. En su superficie halla inscripciones y relieves, siendo las primeras una escritura jeroglífica compuesta por símbolos que representan a diversos animales marinos, algunos desconocidos. Pero son los relieves pictóricos los que más llaman su atención. Representan a seres de un mundo submarino, aparentemente humanos, pese a

sus manos y pies palmeados, labios espantosamente gruesos y fofos, vidriosos ojos saltones, así como otros rasgos aún menos agradables de recordar.

Sus proporciones parecen desmedidas, pues apenas son menores que una ballena cincelada. Dioses de alguna tribu de pescadores primitivos, anteriores al hombre de Piltdown o el del Neanderthal, piensa estremecido. De pronto, escucha un chapoteo. De las aguas de un regato que pasa al lado del monolito, surge un inmenso y espantoso monstruo de pesadilla, cuyos brazos escamosos rodean la gran roca al tiempo que prorrumpe en sonidos pausados.
Con frenética rapidez, huye hasta llegar al bote embarrancado, donde se refugia en estado de shock. Una tormenta se desata, dejándose oír truenos ensordecedores.
Rescatado por un barco norteamericano, despierta en un hospital de San Francisco. Su historia no encuentra eco entre sus rescatadores, así que desiste de contarla. Tiempo después se interesa por la vieja leyenda filistea de Dagón, el dios-pez, pero la encuentra demasiado convencional.
Las visiones pesadillescas del monstruo le atormentan insufriblemente durante las noches. Teme que cientos como aquel acaben saliendo de los fondos abisales para destruir a una humanidad debilitada tras la guerra, con lo que decidió suicidarse arrojándose por la ventana de la buhardilla que habita, esa fue la única solución que encontró a su tormento. Cuando de pronto...

Escucho un ruido en la puerta, como si un cuerpo inmenso y resbaladizo se debatiera contra ella. No dará conmigo. Dios, ¡esa mano! ¡La ventana! ¡La ventana!